# Gert Krenn
Gert Krenn (...) è un ex bobbista austriaco.

## Biografia
Attivo negli anni settanta, ha gareggiato nel ruolo di frenatore per la squadra nazionale austriaca.
Prese parte ad almeno una edizione dei campionati mondiali, conquistando la medaglia di bronzo nel bob a quattro a Breuil-Cervinia 1975 insieme a Manfred Stengl, Franz Jakob e Armin Vilas.

## Palmarès

### Mondiali
- 1 medaglia:
  - 1 bronzo (bob a due a Breuil-Cervinia 1971).